# Simulium weisiense
Simulium weisiense är en tvåvingeart som beskrevs av Deng 2005. Simulium weisiense ingår i släktet Simulium och familjen knott. Inga underarter finns listade i Catalogue of Life.